# Maremmano
Das Maremmano ist eine aus der Maremma in der südlichen Toskana stammende Pferderasse, die früher als Wagen- und Hirtenpferd eingesetzt wurde, in den letzten Jahren aber mehr im Hinblick auf ein Reitpferd weiterentwickelt wird.
Hintergrundinformationen zur Pferdebewertung und -zucht finden sich unter: Exterieur, Interieur und Pferdezucht.

## Exterieur
Das äußere Erscheinungsbild ist bei diesem klassischen „bäuerlichen“ Wirtschaftsbild nicht sehr beeindruckend. Sie sind von mittlerer Größe mit kompaktem Körperbau. Der Kopf ist häufig ramsnasig, der Hals ist kurz und schwach ausgebildet. Auch die Hinterhand wirkt schwach bemuskelt.
Das Pferd hat allerdings Gliedmaßen, deren Knochenstärke angemessen ist. Auch die Sprunggelenke wirken bei dieser Pferderasse nicht stark ausgebildet; sie sind jedoch ausreichend vorhanden, um dieses Pferd sehr wendig zu machen.
Die meisten Pferde dieser Rasse sind sogenannte „Braune“, es gibt aber auch Rappen und sehr selten auch Schimmel.

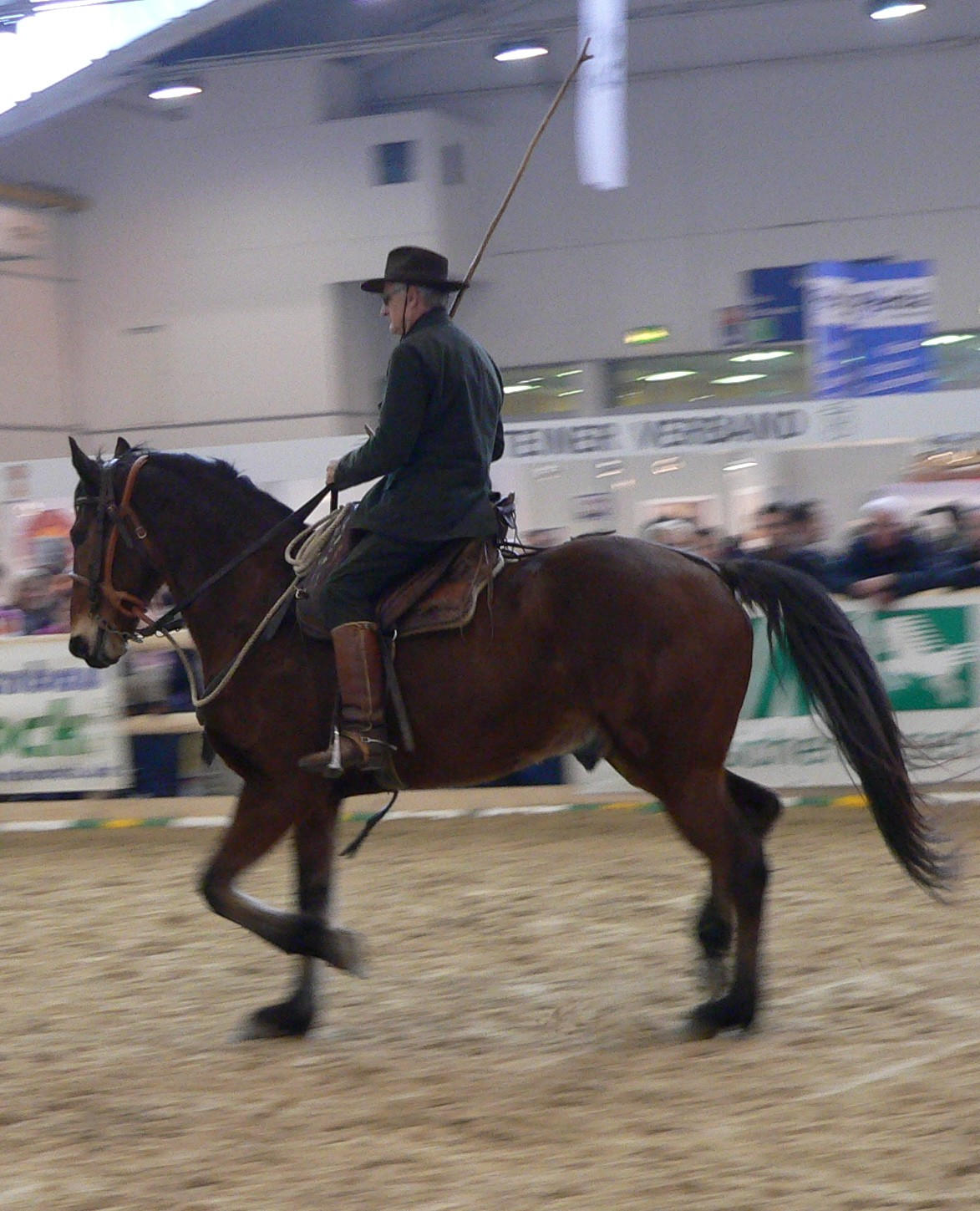
Maremmano trabend …

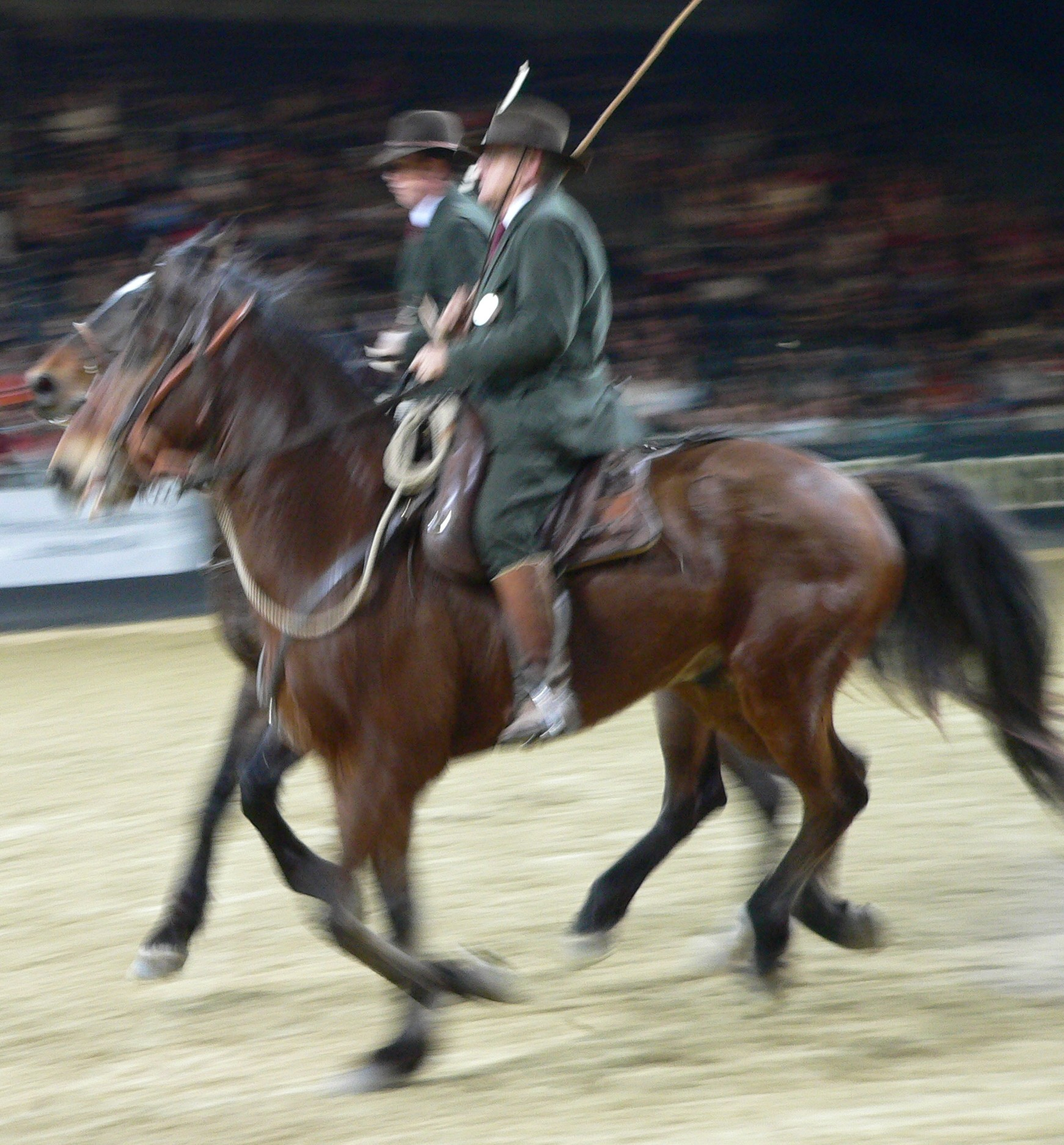
… und galoppierend

## Interieur
Maremmano-Pferde gelten als Pferde mit ruhigem Charakter, die sehr ausdauernd sind und deren charakterliche Eigenschaften sie als Hirtenpferd von Rindern sehr geeignet machen. Sie gelten als sehr geländegängig und ausdauernd sowie als Pferde, die mit jedem Boden und jedem Wetter zurechtkommen.
Diese Eigenschaften, die dieses Pferd als Hütepferd der toskanischen Rinderhirten so beliebt machte, tragen auch dazu bei, dass diese Pferderasse im Wanderreiten Verwendung findet.

## Zuchtgeschichte
Für die Rasse des Maremmano gab es lange Zeit kein festgeschriebenes Zuchtziel. Trotzdem entwickelte sich dieses typische Wirtschaftspferd beständig weiter, da es in einer relativ kleinen Region gezüchtet wurde, um ein ausdauerndes und zuverlässiges Hirtenpferd zu erhalten. Spanische Pferderassen, die im Laufe der Jahrhunderte eingekreuzt wurden, verbesserten die Qualität der Ausgangsrasse und beeinflussten vor allem die Größe dieser Pferderasse. Eingekreuzt wurden auch Berber, auf die man den geduldigen Charakter sowie die Härte und die Leistungsbereitschaft des Maremmano zurückführt. Im 19. Jahrhundert wurde die englische Rasse des Norfolk Trotter gezielt eingekreuzt, um das Gangvermögen und die Widerstandsfähigkeit zu erhöhen.
1979 wurde in Italien der „Nationale Verband der Pferdezüchter der Maremmenrasse“ gegründet. Ein Jahr später wurde ein Zuchtbuch begründet. Seit 1993 werden Zuchthengste der Maremmano-Rasse einer Leistungsprüfung unterzogen.

## Bestand
Der Bestand an Maremmano-Pferden hat in den letzten Jahren zugenommen. Die meisten Pferde werden in der Provinz Grosseto und Viterbo gehalten. Ihre Anzahl betrug im Jahr 2005 etwa 4.000 Pferde, wobei 2.000 Zuchtstuten auf insgesamt 1.200 Halter verteilt sind.